# 側紋南極魚
側紋南極魚（学名：Pleuragramma antarctica）為輻鰭魚綱鱸形目南極魚亞目南極魚科的其中一種，其种加词“antarctica”意为“南极洲的”。分布於南冰洋海域，棲息深度可達728公尺，體長可達25公分，生活在中上層水域，屬肉食性，以橈腳類為食，可做為食用魚。